# 英雄志
《英雄志》是一部长篇武侠小说，作者为台灣作家孙晓，1996年開筆，2000年正式出版，全書現有二十二冊，三百二十萬字，在新浪讀書頻道之介紹中，稱其為“古典之性格”、“後現代之結構”，書中呈現的蒼涼濃郁的大時代感，以武犯禁的命題，以及多線索、多主角的複雜佈局，都是該書的特色。作者自稱為“少數性格”之非主流創作。

## 作者
孙嘉德（1970年—），笔名孙晓，台灣台北人，祖籍山东，曾居上海，台灣大學政治系畢業，美国羅徹斯特大學公共政策硕士，2000年創辦講武堂出版社，為台灣深受中國大陸關注之武俠小說，2009起主要回台灣生活，與上海兩地穿梭。作品有《英雄志》、《隆庆天下》等。
林保淳在《顛覆與創新——孫曉〈英雄志〉述評》曾評論，早期孫曉或曾模仿金庸，但其後逐漸形成獨具一格的文風，其作品不再僅是武俠情節的堆砌，而是運用純文學的敘述技巧，從多角度探討政治、哲學與社會議題，體現出「超金越古」的創新精神。

## 內容
《英雄志》為一虛構中國明朝歷史的古典小說，借用明英宗土木堡之變為背景，以復辟為舞台，寫出了英雄們與時代間的相互激盪，內容包含造反、政變、背叛、殉道……販夫走卒、市井小民、娼婦與公主、乞丐與皇帝，書中無人不可以為英雄，隨著故事的推進，作者一次又一次建立英雄的面貌，又一次一次拆解英雄的形象。
《英雄志》全書藉由複雜的主線與支線交互穿插，描寫了不同主人翁在時代交替裡的命運抉擇，藉此烘托出“英雄與天命”的主題，這些努力使武俠小說不僅僅是“成人的童話”，而能負載沈重的哲學命題與思辯。
該書同時描寫了觀海雲遠四位主角，即楊肅觀（我建超世志，必至無上道）、秦仲海（他日若遂淩雲志，敢笑黃巢不丈夫）、盧雲（为天地立心，为生民立命，为往圣继绝学，为万世开太平）和伍定遠（神胎寶血符天籙，一代真龍海中生）。

## 出版情况
《英雄志》之創作出版歷程，亦與其他武俠小說不同，由於初時作者知名度低下，使台灣出版界各方為之怯步，作者選擇自費出版，歷十年時間、三百萬字之發行。
《英雄志》於2002年得到韓國Kam Media之重視，翻譯發行前四冊，同年於中國京華出版社問世，發行前六冊，此書首次為台灣民眾所認識，是在2006年1月新書發行時，台灣聯合報率先報導《大陸組手打團、台灣作家孫曉呼籲手下留情》之花絮新聞，引起華文各紙面媒體注意與報導，被視為兩岸藝文界趣聞。
英雄志並未完結。全書预定25部，現已發行至第二十二部。之後二十三至二十五冊大結局將會一起出版，時間未定。

## 評價
齊魯晚報稱其為“如苦行僧般”堅定孤高，曾打算將其改編為劇集的導演王小列稱許其“為一達到哲學高度之武俠作品”，在娛樂價值上，南方都市報評論家、復旦大學中文系副教授嚴峰甚至薦其為金庸古龍之後的“又一武打高峰”。

## 影視化
2006年及2012年曾有改編為電視劇的計劃，但都被擱置。直至2023年重啟，並完成拍攝。

## 外部連結
- 講武堂